# Gliese 1245

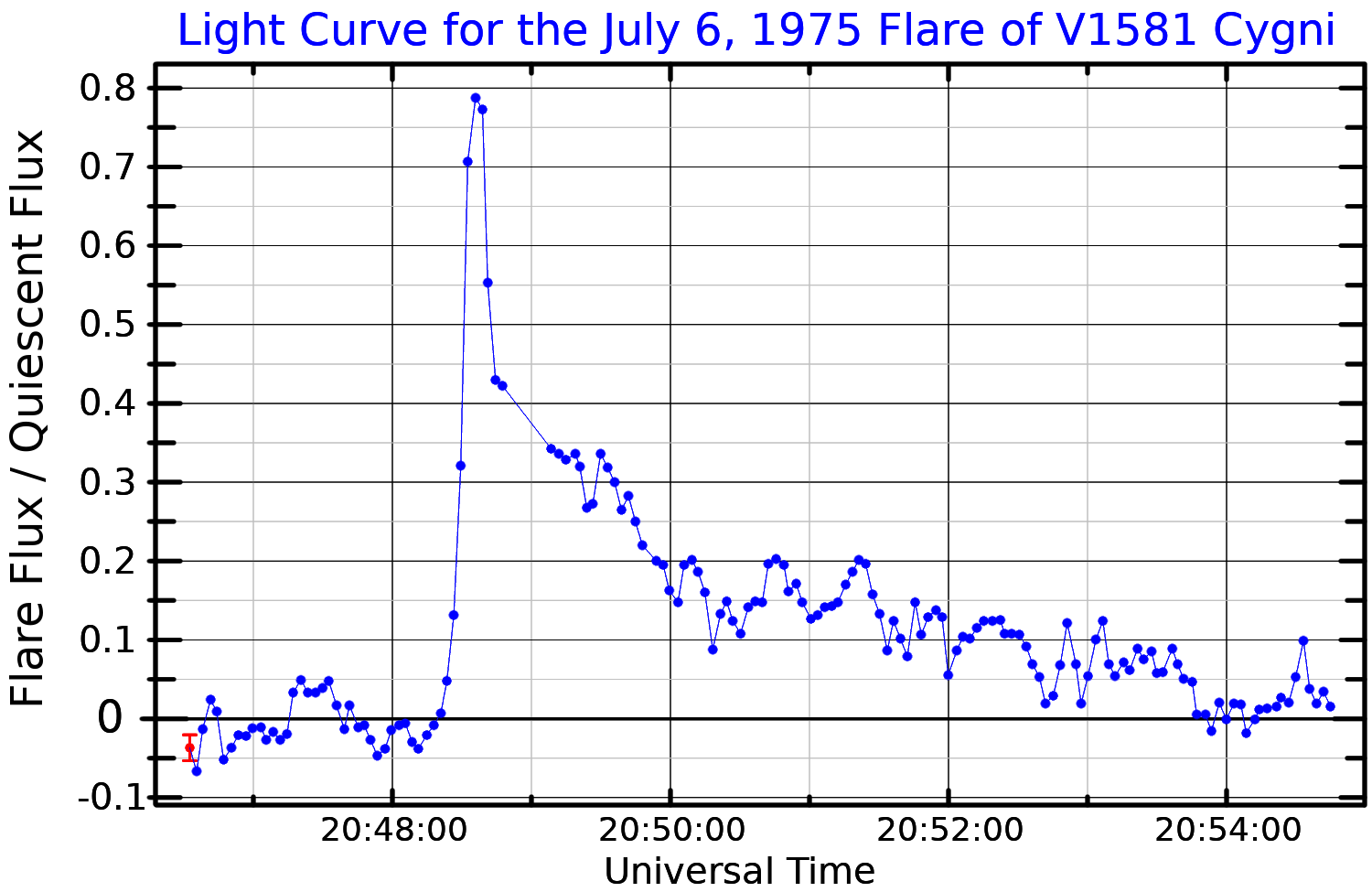
Lichtkromme van een flare van Gliese 1245

Gliese 1245 is een stersysteem bestaande uit drie  sterren met een schijnbare magnitude van +13,46 (A), 14,01 (B) en +16,75 (C) in het sterrenbeeld Cygnus met een spectraalklasse van M6V, M6V en M8V (M dwergen). Gliese 1245 staat op een afstand van 15,3 lichtjaar van de zon. De afstand tussen de twee componenten A en B is 48 AE, die tussen A en C 1,4 AE. De componenten A en B zijn beide vlamsterren.